# Per Christiansen
 Ikke at forveksle med Per Christensen.
 Der er flere personer med dette navn, se Per Christiansen (flertydig).
Per Christiansen (født 1952) er en tidligere dansk journalist og studievært på TV 2 Nyhederne.
Per Christiansen er uddannet journalist fra Danmarks Journalisthøjskole i 1980. Han har tidligere været journalist på Fyns Amts Avis og  Dagbladet Vestkysten. Fra 1984 til 1994 blev han ansat som radiovært på DR's regionalradio Radio Fyn. Han har arbejdet i DR Radio. Siden 1995 har Per Christiansen været studievært på TV 2 Nyhederne, først tilknyttet udsendelsen kl. 18, senere på flere af udsendelserne. Per Christiansen har desuden fungeret som ekstern lektor i kommunikation og sprog ved journalistuddannelsen på Syddansk Universitet i Odense.
Siden 2003 har han været medarbejdervalgt medlem af TV 2's bestyrelse.
Han valgte at gå på pension den 1. Januar 2021, efter 25 år hos TV 2.
I 2022 dukkede han igen op på skærmen som stemmen bag Sol og Strand sommerhusudlejning's reklamerne.
Han er i 2025 rundviser hos Nordjyske Museer, i Regan Vest bunkeren.
Privat bor Per Christiansen i Aalborg med konen Zita Hvid.